# Schmuckplatz (Bad Homburg)
Der Schmuckplatz in Bad Homburg vor der Höhe ist ein Teil des Kurparks an der Kaiser-Friedrich-Promenade. In den beiden Kurven des ovalen Platzes stehen sich die Büsten von Kaiser Friedrich III. und seiner Ehefrau Victoria Kaiserin Friedrich gegenüber. Beide Denkmäler stehen unter Denkmalschutz.

## Das Denkmal für Friedrich III.
Nach dem Tod von Friedrich III. 1888 rief der Taunusbote zum Errichten eines Denkmals für ihn auf. Vorgeschlagen wurde, dieses Denkmal vor dem Schloss aufzustellen. Kronprinz Friedrich Wilhelm hatte sich Verdienste um die Stadt erworben, da er 1878 das Schloss zur Sommerresidenz erhob.

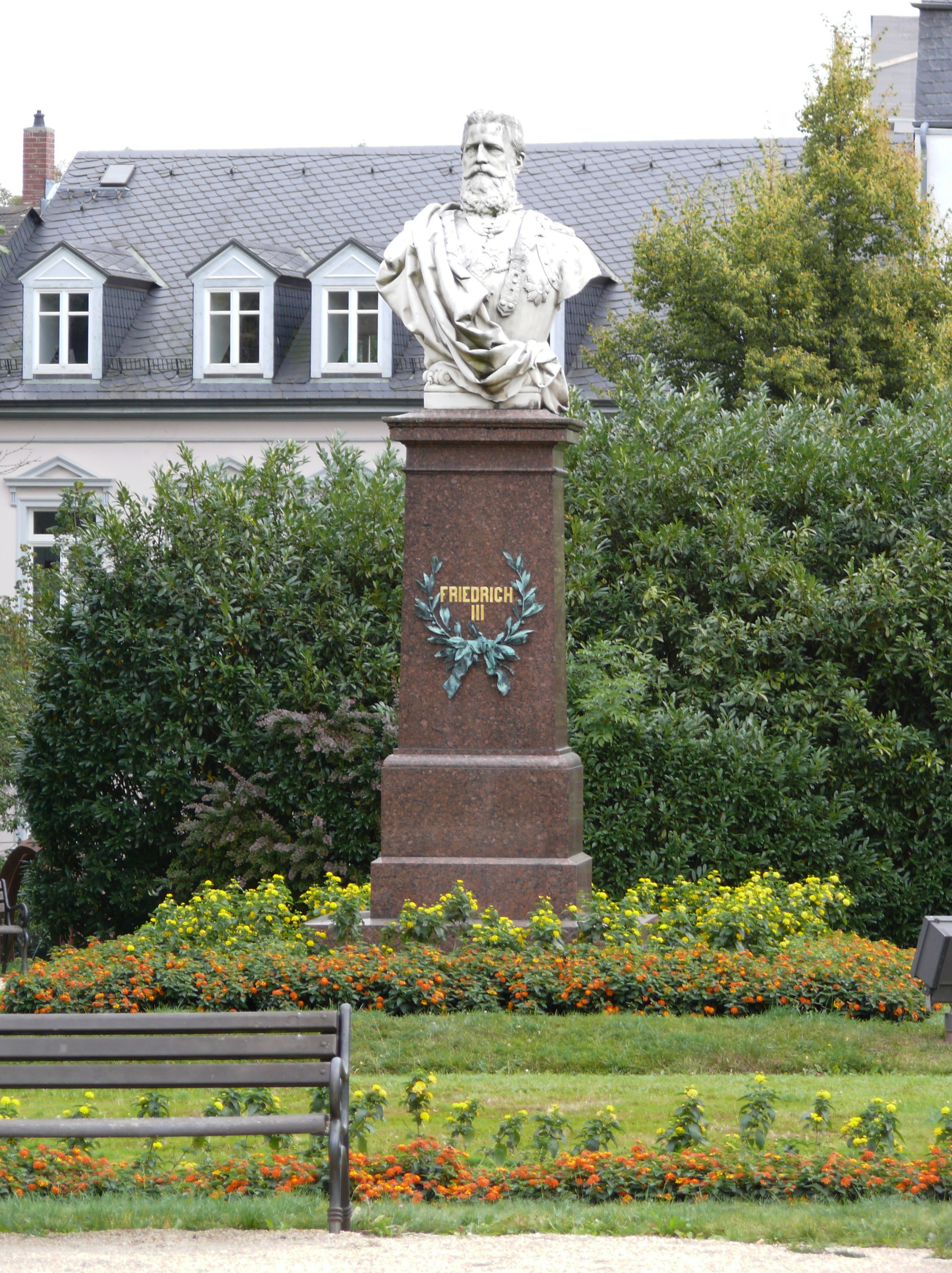
Denkmal für Friedrich III.

Die Stadt fasste 1889 die Obere und die Untere Promenade zusammen und benannte sie in Kaiser-Friedrich-Promenade um. Gleichzeitig erfolgte ein Spendenaufruf an die Bevölkerung, um ein Denkmal zu finanzieren. Namhafte Künstler wurden um Entwürfe angefragt und im Juni 1890 wurde der Berliner Bildhauer Joseph Uphues mit der Realisierung des Siegerentwurfs beauftragt. Victoria Kaiserin Friedrich besichtigte im gleichen Monat den Entwurf und war zufrieden.
Die Einweihung fand am 22. Mai 1892 in Gegenwart von Victoria Kaiserin Friedrich aber in kleinem Rahmen statt. Neben der gebotenen Zurückhaltung der Kaiserwitwe in der Trauerzeit war dies auch dem Ärger über das geringe Spendenaufkommen geschuldet. Die Mitglieder des Denkmalkomitees mussten persönlich für die nicht eingeworbenen Teile der Denkmalkosten aufkommen.
Beide Denkmale stehen auf hohen Granitsockeln, die von der Granitschleiferei Kessel & Röhl, Berlin produziert wurde. Darauf stehen die überlebensgroßen Büsten aus weißem Tiroler Marmor.

## Das Denkmal für Kaiserin Friedrich
Nachdem auch die Kaiserwitwe 1901 gestorben war, wurde eine gleichartige Büste auch für sie bei Uphues in Auftrag gegeben. Die Einweihung am 19. August 1902 wurde als Staatsakt zelebriert. Kaiser Wilhelm II. persönlich nahm die Einweihung vor. Die prunkvolle Veranstaltung mit militärischem Zeremoniell war Teil des jährlichen Kaiserbesuchs in Bad Homburg.

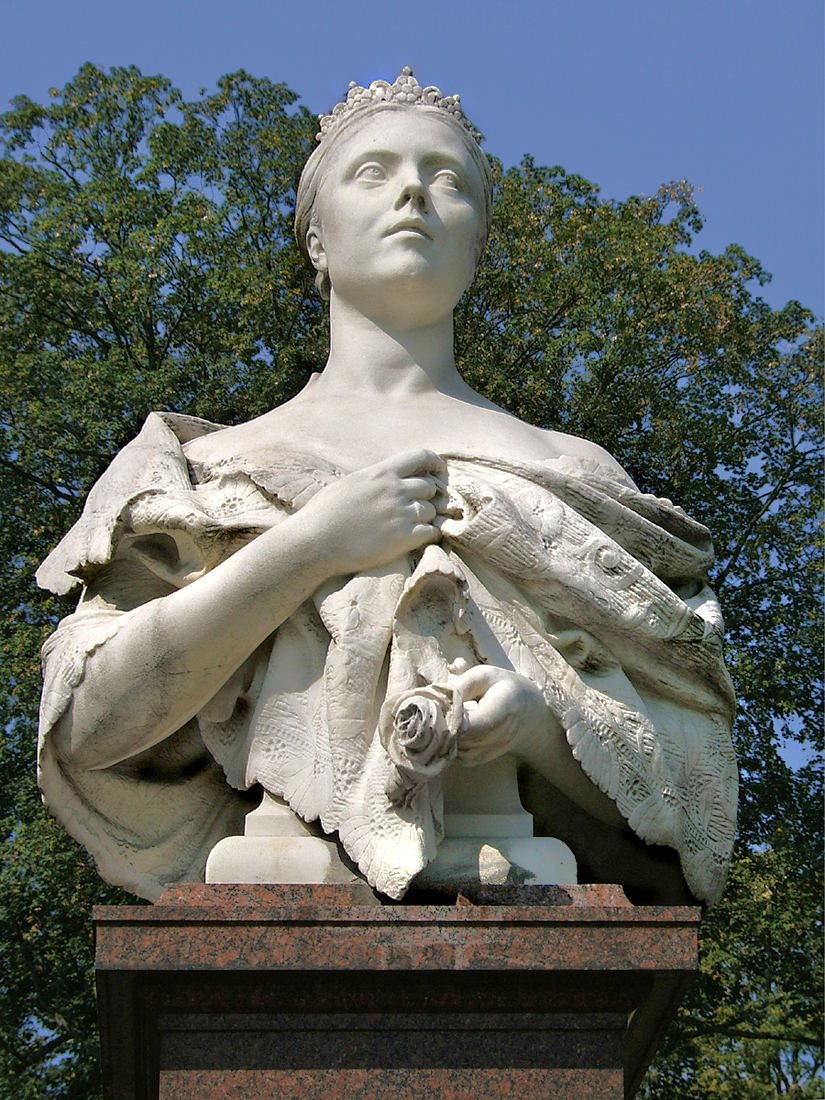
Denkmal für Kaiserin Friedrich

Die Büste stellt die Kaiserin jugendlich idealisiert im höfischen Gewand mit Diadem und eine Rose haltend wieder.